# Preben Van Hecke
Preben Van Hecke (Dendermonde, Flandes Oriental, 9 de juliol de 1982) és un ciclista belga, professional des del 2004. Actualment corre a l'equip Sport Vlaanderen-Baloise. En el seu palmarès destaca, per damunt de tot, el Campionat nacional en ruta del 2015.

## Palmarès
- 2002
  - 1r a la Triptyque des Barrages
- 2003
  - 1r al Circuit Het Nieuwsblad sub-23
  - 1r al Circuit d'Hainaut
  - Vencedor d'una etapa al Tour de Normandia
  - Vencedor d'una etapa a la Volta a Biscaia
- 2004
  - Vencedor d'una etapa de la Ster Elektrotoer
  - 1r al Noord Nederland Tour (ex aequo amb 21 ciclistes)
- 2006
  - 1r a la Copa Sels
- 2012
  - 1r al Circuit del País de Waes
- 2013
  - 1r a la Fletxa del port d'Anvers
  - 1r al Gran Premi del Somme
- 2015
  -  Campió de Bèlgica en ruta
- 2016
  - 1r al Circuit del País de Waes

### Resultats al Giro d'Itàlia
- 2006. 140è de la classificació general

### Resultats a la Volta a Espanya
- 2006. 83è de la classificació general